# Garrya buxifolia
Garrya buxifolia är en garryaväxtart som beskrevs av Asa Gray. Garrya buxifolia ingår i släktet Garrya och familjen garryaväxter. Inga underarter finns listade.

## Bildgalleri

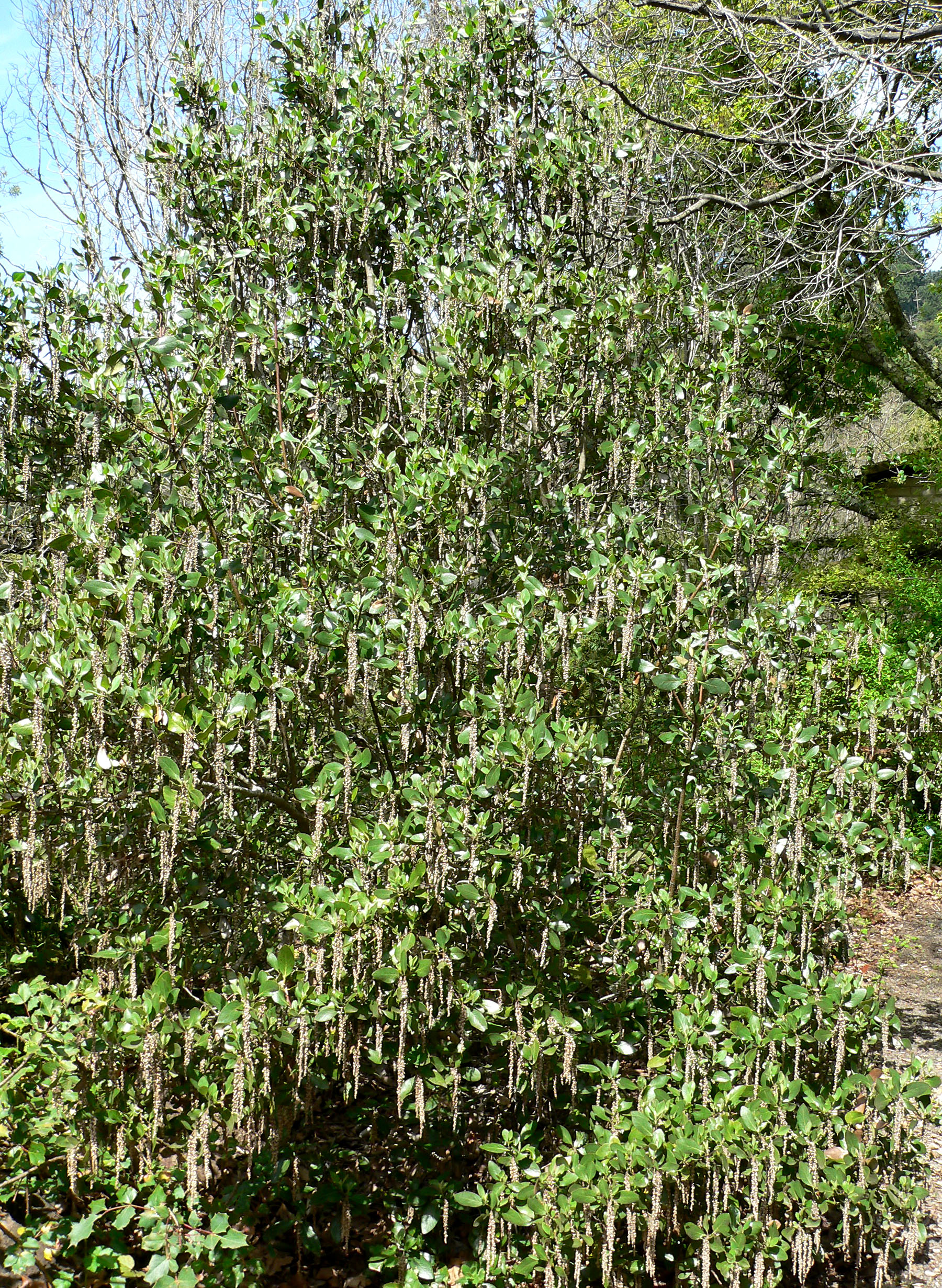